# Вонгсуван, Правит
Правит Вонгсуван (тайск. ประวิตร วงษ์สุวรรณ; род. 11 августа 1945, Бангкок, Таиланд) — таиландский военный и политический деятель. Член Палаты представителей с 2023 года и председатель партии «Паланг Прачарат» с 2020 года. Занимал должности вице премьера правительства (2014—2023), министра обороны Таиланда (2008—2011 и 2014—2019), заместителя председателя Национального совета для мира и порядка (2014—2019). С 2004 по 2005 годы был командующим сухопутными войсками Таиланда. Исполнял обязанности премьер-министра Таиланда с 24 августа по 30 сентября 2022 года, пока Прают Чан-Оча был отстранён Конституционным судом.

## Биография

### Семья
Отец Правита — генерал-майор армии Таиланда Прасерт Вонгсуван. В семье также было четыре младших сына: Ситхават Вонгсуван (сенатор-адмирал), Патчарават Вонгсуван (генерал полиции, бывший Генеральный комиссар Королевской полиции Таиланда), Понгпхан Вонгсуван (1951—2012, футбольный тренер) и Пханпонг Вонгсуван.
Правит Вонгсуван не женат. Увлекается в свободное время бегом трусцой и игрой в гольф.

### Образование и воинская служба

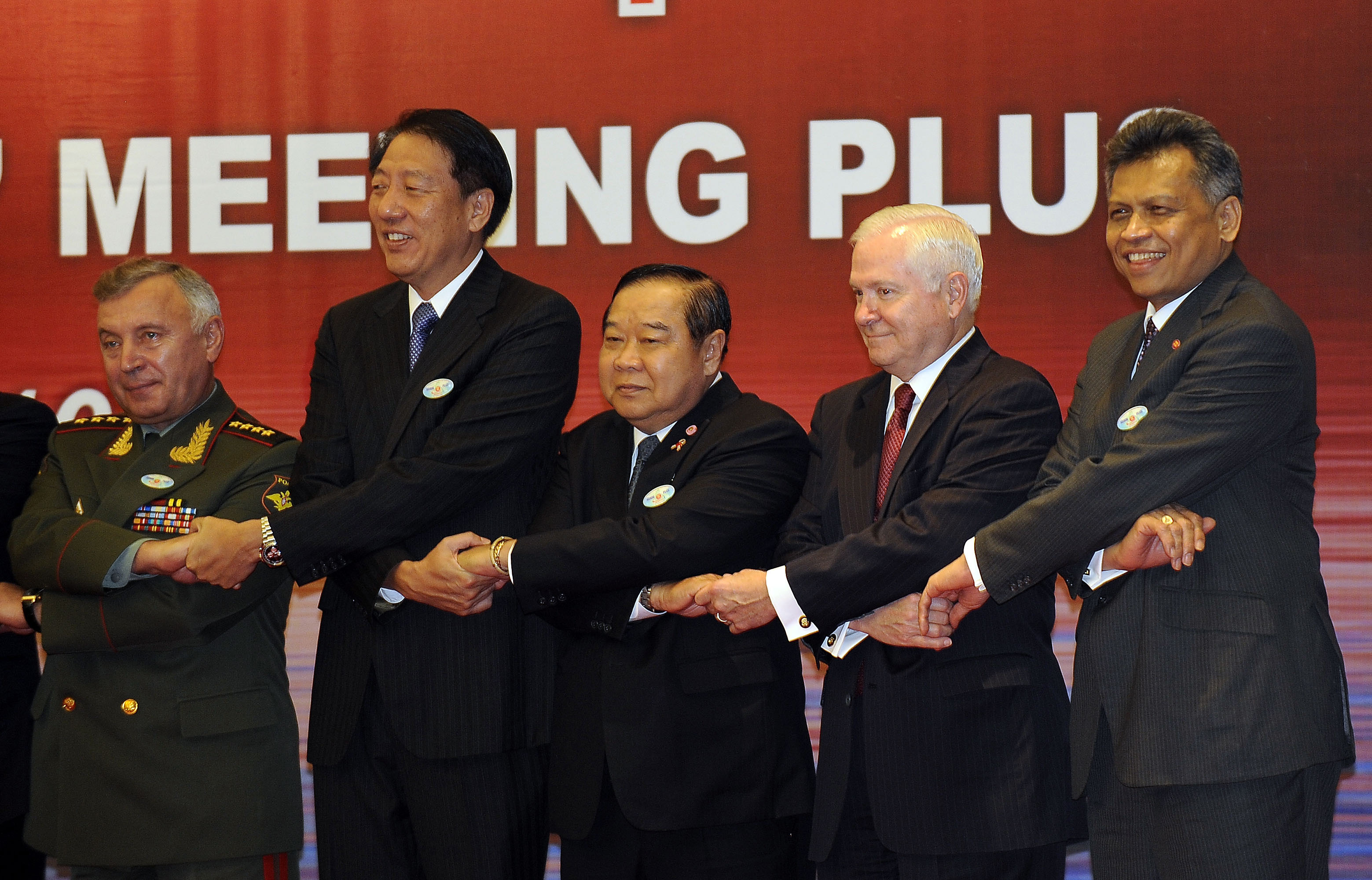
Правит Вонгсуван (в центре) вместе с министрами обороны стран Юго-Восточной Азии

Правит учился в колледже Святого Гавриила и Подготовительной школе вооружённых сил Таиланда (6-й класс, окончил в 1965 году). В 1969 году в составе 17-го класса окончил Королевскую военную академию Чулачомклао и стал офицером 21-го пехотного полка Таиланда (Гвардии Её Величества). В 1978 году окончил курсы при Командовании и Генеральном штабе. В 1984 году переведён в 12-й пехотный полк, заместителем командира которого стал в 1986 году, а командиром в 1989 году. С 1992 года королевский адъютант.
В 1996 году Правит Вонгсуван был назначен командиром 2-й пехотной дивизии. В 1997 году он окончил Таиландский национальный колледж обороны и стал сначала заместителем командира, а через год командиром 1-го военного округа (Бангкок и Центральный Таиланд). В 2001 году назначен помощником начальника штаба по оперативным действиям. Командование 1-м военным округом принял, перед этим став заместителем командующего сухопутными войсками в 2003 году и командующим в 2004 году. В 2005 году уволился в звании генерала.
Правит известен как советник и наставник группы людей под названием «Восточные тигры», которые начали службу в 21-м пехотном полку, известном также под прозвищем «Тигры Её Величества». Полк расквартирован в Прачинбури в Восточном Таиланде. Среди этих людей выделяются командовавший Сухопутными войсками Таиланда Анупонг Паочинда и его преемник Прают Чан-Оча.

### Министр обороны
После увольнения с военной службы Вонгсуван стал судьёй военно-полевого трибунала. В 2006 году в стране произошёл государственный переворот, и Вонгсуван был назначен членом Национального законодательного собрания. В декабре 2008 года назначен министром обороны при Апхисите Ветчачива, уйдя с этой должности в августе 2001 года.
После военного переворота 2014 года при новом премьер-министре Праюте Чан-Оча он 31 августа 2014 года возглавил министерство обороны, войдя 16 сентября в Национальный совет для мира и порядка. Некоторые политические эксперты заявляли, что Вонгсуван поддерживал антиправительственные выступления с 2013 года и рассматривался на должность премьер-министра в случае победы протестующих. Пол Сандерсон в газете «New Mandala» заявлял о том, что Вонгсуван был ключевым организатором военного переворота, а некоторые лица называли его и лидером восставших, что сам министр категорически отрицал.

### Временный премьер-министр
После принятия постановления Конституционного суда Таиланда от 24 августа 2022 года, согласно которому генерал Прают Чан-Оча отстранён от исполнения обязанностей премьер-министра до вынесения решения по вопросу о том, превысил ли он восьмилетний конституционный срок пребывания на посту премьер-министра, Правит Вонгсуван стал исполняющим обязанности премьер-министра Таиланда.

## Коррупционный скандал
В декабре 2017 года Национальная антикоррупционная комиссия (НАК) начала расследование в отношении раскрытия активов Вонгсувана. НАК дала бывшему генералу срок до 8 января 2018 года, чтобы выяснить, почему некоторые его активы, такие как 18 роскошных часов, которые были идентифицированы на фото, не были указаны в его обязательных декларациях, когда он вступил в должность после переворота 2014 года. Поскольку всё больше информации о часах становились достоянием общественности, НАК продлила срок выяснения до 19 января. 29 декабря генеральный секретарь НАК Воравит Сукбун сказал: «Мы расследуем это дело. Это не займет много времени, потому что это несложно». По закону политические должностные лица, а также высокопоставленные чиновники должны сообщать о своих активах до вступления в должность и после того, как они покидают пост. Они не обязаны декларировать активы, находясь в должности. Он подавал декларации об активах 22 декабря 2008 года, когда стал министром обороны при Апхисите Ветчачиве и 10 августа 2011 года, когда покинул должность. Затем подавал декларацию 9 августа 2012 года, через год после ухода с предыдущей должности и 4 сентября 2014 года, когда он стал заместителем премьер-министра и снова министром обороны. 6 января Bangkok Post оценила стоимость 16 известных на тот момент часов Вонгсувана «до 22 млн [миллионов бат]» (685 000 долларов США). С 6 января ещё девять часов были идентифицированы Facebook группой CSI_LA, в результате чего общее количество часов Правита Вонгсувана достигло 25, общей стоимостью почти 40 миллионов бат. Сам политик утверждал, что все они были одолжены ему друзьями. 9 января 2018 года председатель НАК Ватчарапол Прасарнрайкит, объявил, что взял на себя личное руководство расследованием дела. Он пообещал «„профессиональное, прозрачное“ [расследование], хотя это займет некоторое время». Генеральный секретарь НАК Воравит Сукбун попросил СМИ не спрашивать об этом вопросе снова до «начала следующего месяца» (февраль 2018 года).
Ассоциация по защите Конституции Таиланда обратилась в НАК с просьбой провести расследование в отношении Правита Вонгсувана на предмет возможного ложного декларирования активов и сокрытия информации, которая должна быть заявлена агентству. Организация также обвинила политика в необычайном богатстве в соответствии с разделом 66 Национального закона о борьбе с коррупцией. «Генерал Правит прослужил в армии около 40 лет и был политическим должностным лицом в течение двух сроков, без какого-либо бизнеса. Он не мог накопить такое большое богатство», — заявил пресс-секретарь Ассоциации. В 2008 году Вонгсуван задекларировал активы в размере 57 миллионов бат. В своей декларации 2014 года его активы выросли до 87 миллионов бат.

## Нападение на журналистку
16 августа 2024 года член Палаты представителей генерал Правит Вонгсуван не принимал участие в голосовании за нового премьер-министра в парламенте. Вместо этого, он встречался со спортсменами, которые вернулись с Парижской Олимпиады. По окончании мероприятия журналисты начали задавать вопросы Вонгсувану. Журналистка Thai PBS Дуангтип Йиампхоп задала вопрос политику о том, следил ли он за назначением Пхэтхонтхан Чинават премьер-министром. Неожиданно Правит Вонгсуван поднял руку в сторону журналистки и дважды ударил её по голове.
В тот же день пресс-секретарь оппозиционной «Народной партии» Парит Вачарасиндху заявил, что его партия вынесет эту ситуацию на обсуждение в Комитете политического развития Палаты представителей 22 августа. 17 августа Ассоциация журналистов вещания Таиланда и Совет новостного вещания Таиланда заявили, что поведение генерала Вонгсувана может нарушать кодекс поведения депутатов и представляет собой запугивание журналиста. Там также заявили, что обратятся в соответствующие органы с просьбой расследовать поведение и этику генерала. 21 августа Ассоциация журналистов вещания Таиланда и Совет новостного вещания Таиланда подали петицию спикеру Палаты представителей Вану Мухаммад Нур Матхе с требованием провести расследование в отношении Правита Вонгсувана в связи с нарушением им статей 12 и 13 Кодекса поведения членов Палаты представителей.

## Служба в армии
- Командир 2-го пехотного полка (гвардия Её Величества), 1996
- Командир 1-го корпуса, 1998
- Командир 1-го военного округа, 2002
- Командующий Королевской таиландской армией, 2004

## Образование
- Подготовительная школа Вооружённых сил Таиланда, 1965
- Королевская военная академия Чула Чом Клао, 1969
- Колледж командования и генерального штаба, 1978
- Национальный колледж обороны, 1997

## Награды
- Рыцарь Большого Креста Ордена Белого Слона (1-й класс), 1997
- Рыцарь Большой Ленты Ордена Белого Слона (специальный класс), 2004
- Гранд-компаньон ордена Чула Чом Клао (3-й класс), 2005